# Angus Eve
Angus Eve, né le 23 février 1972 à Carenage, est un joueur de football international trinidadien qui évoluait au poste de milieu. Il est désormais reconverti en entraîneur.
Il est le joueur trinidadien le plus capé en équipe nationale avec 117 sélections.

## Biographie

### Carrière de joueur
Angus Eve joue en faveur de Joe Public, de Defence Force, de San Juan Jabloteh et de l'équipe anglaise de Chester City. Avec le club de Chester, il dispute une saison en League Two (D4) pour 14 matchs, marquant 4 buts.
Il a pris sa retraite de joueur après ne pas avoir été retenu dans le groupe pour la préparation pour la Coupe du monde 2006.

### Carrière internationale
Eve dispute le championnat du monde des moins de 20 ans en 1991.
Angus Eve est convoqué pour la première fois pour un match amical des éliminatoires de la  Coupe caribéenne 1994 face à la Barbade le 9 avril 1994 (victoire 2-0). Lors de sa troisième sélection, le 17 avril 1994, il marque son premier doublé en équipe de Trinité-et-Tobago lors de la finale de la Coupe caribéenne 1994 face à la Martinique (victoire 7-2).
Il a disputé quatre Gold Cups (en 1996, 2000, 2002 et 2005). Il a également participé à six Coupes caribéennes (en 1994, 1995, 1997, 1999, 2001 et 2005).
Il est le joueur le plus capé (117 sélections) de la sélection trinidadienne de football devant son compatriote Stern John (115).

### Carrière d'entraîneur
Il est l'assistant de Terry Fenwick à San Juan Jabloteh de 2005 à 2009. Puis en 2009, il est l'assistant de Michael McComie à Ma Pau de 2009 à 2011.
Le 26 mai 2011, il est nommé sélectionneur de l'équipe des moins de 23 de la Trinité-et-Tobago pour les qualifications des Jeux olympiques qui commencent en juillet 2011.
En 2012, il signe un contrat de deux ans avec North East Stars.

## Palmarès

### En club
- Avec Defence Force :
  - vainqueur de la Coupe de Trinité-et-Tobago en 1996.

- Avec Joe Public :
  - champion de Trinité-et-Tobago en 1998.

- San Juan Jabloteh :
  - vainqueur de la CFU Club Championship en 2003
  - champion de Trinité-et-Tobago en 2002 et 2004
  - vainqueur de la Coupe de Trinité-et-Tobago en 2005
  - vainqueur de la Coupe de la Ligue en 2003
  - vainqueur de la Coupe Pro Bowl en 2003 et 2005.

### En sélection nationale
- Vainqueur de la Coupe caribéenne en 1994, 1995, 1997, 1999, 2001.